# Étienne Cartier
Étienne-Jean-Baptiste Cartier (Tours, 11 ottobre 1780 – Amboise, 22 luglio 1859) è stato un numismatico, storico e commerciante francese.

## Biografia
Étienne-Jean-Baptiste Cartier era figlio di Étienne-Alexandre-Gatien Cartier (1755-1830), un marcante-fabbricante in seta, e di Madeleine-Perrine Champoiseau. Dopo aver seguito gli studi al collegio annesso all'Abbazia di Pontlevoy, entra a far parte dell'azienda di famiglia producendo e commerciando tessuti in seta, ne assunse la direzione commerciale a Tours, diventando membro della Société d'encouragement pour l'industrie nationale, una csocietà nata nel 1801 allo scopo di sostenere l'industria francese.
Durante i cento giorni, come membro della Société de Chevaliers de l'Anneau e della Société des Francs Régénéré, Cartier  partecipa ai movimenti realisti nella Turenna. Divente consigliere municipale e giudice al tribunale del commercio  (1824) di Tours sotto la seconda restaurazione. Divenne anche membro del consiglio generale delle manifatture e cassiere della zecca di Parigi (1825).
Si ritira a vita privata dopo la Rivoluzione di luglio, si sistema ad Amboise e si dedica alla ricerca storica, letteraria e scientifica, con un particolare interesse per la numismatica. Usando in particolare gli archivi del municipio di Tours, elabora un saggio sullo stato della lavorazione della seta sotto Luigi XI
Dà il suo contributo alla Société d'agriculture, sciences, arts et belles-lettres d'Indre-et-Loire, è ammesso come socio corrispondente alla  Société des antiquaires de France nel 1834 e nel 1835 assieme a Louis de La Saussaye fonda la Revue numismatique française, di cui è direttore dal 1836 al 1856.
Sposato con Judith Thérèse Gaillard, figlia di Claude Auguste Gaillard, giudice al tribunale di Blois, e d'Anne Tournyer, iè il padre di Étienne Cartier (1813-1887), di Caroline Cartier (religiosa orsolina) e di Pauline Cartier (moglie di Alexandre Jeuffrain).

## Opere
- Considérations sur l'histoire monétaire en France
- Observations sur les deniers carlovingiens portant le nom de Venise
- Du symbolisme chrétien dans l'art
- Mélanges historiques